# International Journal of Ecology & Development
International Journal of Ecology & Development — науковий журнал, що публікується Індійським товариством розвитку і досліджень, призваний охоплювати «дослідження і розвиток в екології і розвитку.» Відповідальний редактор Kaushal K. Srivastava.
Публікується, починаючи з 2005 р., індексується в Scopus.